# 제5회 G7 정상회의
제5회 G7 정상회의(5th G7 Summit)는 1979년 6월 28일부터 6월 29일에 걸쳐 일본 도쿄 모토아카사카 영빈관에서 개최되었다.
기존의 선진공업국 7개국이 정식 회원국이었으며 유럽 위원회 의장은 국가는 아니나 준회원 자격으로 3회 정상회의부터 참가해 왔다.

## 정상회의 참가국
다음은 제5회 주요선진국 정상회의에 참가한 회원국과 대표의 목록이다. 영국의 마가릿 대처는 처음으로 참석했으며 캐나다 총리 조 클라크와 일본 내각총리대신 오히라 마사요시는 처음이자 마지막 참가였다.
| 주요 G7 회원국 개최국과 개최국 수장은 굵은 글씨로 표시했다. |             |                        |              |
| 회원국                                                      | 회원국      | 대표                   | 직책         |
| 캐나다                                                      | 캐나다      | 조 클라크              | 총리         |
| 프랑스                                                      | 프랑스      | 발레리 지스카르 데스탱 | 대통령       |
| 서독                                                        | 서독        | 헬무트 슈미트          | 총리         |
| 이탈리아                                                    | 이탈리아    | 줄리오 안드레오티      | 총리         |
| 일본                                                        | 일본        | 오히라 마사요시        | 내각총리대신 |
| 영국                                                        | 영국        | 마거릿 대처            | 총리         |
| 미국                                                        | 미국        | 지미 카터              | 대통령       |
| 유럽 연합                                                   | 유럽 위원회 | 로이 젱킨스            | 의장         |

## 설명
1979년 1월 4일 일본 아사히 신문은 일본 정부가 5차 회의 당사국에 전년 12월 말 초청장을 보냈으며 회담은 6월 24일 ~ 25일에 걸쳐 있을 것이라고 보도했다. 일본 내각총리대신 오히라는 오스트레일리아를 G7 회의에 옵서버로 초청하고 싶다는 뜻을 밝혔다. 이후 일본정부는 3월 29일 회의일자가 6월 28 ~ 29일로 최종 결정되었다고 공식 발표했다.
회의를 앞두고 정상회의 개최에 반대하는 좌익 과격파들의 시위가 도쿄에서 일어났다.
6월 27일 논의 안건에 대한 정상간 사전조정이 있었다. 6월 28일 오전 9시 30분 회의가 개막되었으며 다음날 29일 오후까지 네 차례 회의를 가진 뒤 도쿄 선언이 발표되었다.

## 주요 의제
중동권의 혼란으로 석유가격이 상승하였기 때문에 주요 선진국들은 여기에 대응할 공동행동계획을 채택하는 데에 의견을 모았다. 서방 주요국은 당시 석유가격을 올리던 OPEC에 대항하여 각각의 해법을 사전 제시했는데 미국·일본·프랑스는 소비국끼리 동맹을 결성하자고 주장했으나 서독은 여기에 반대하는 등 입장차이를 보였다. 또한 언론은 대일 무역적자가 심하던 미국과 유럽이 일본에 수출량을 줄이거나 일본 국내시장을 개방하라는 요구를 할 것으로 예측하였다.
본회의에서 논의된 주요 의제는 아래와 같다.
1. 에너지위기 수습 공동대책
2. 성장 고용 및 인플레이션 문제
3. 남북 문제
4. 무역 및 국제통화 문제
5. 베트남 난민 문제
6. 중동 평화정착문제
7. 제2단계 미국/소련 전략무기 제한협정 체결에 따른 안보문제

## 결과 및 평가
회의 결과 상기 주요 의제 7항목에 대한 합의사항을 도쿄 선언으로 발표하였다. 선언문의 주요 내용은 아래와 같다.
- 1985년까지 참가국들의 석유수입량 상한선을 개별 규정
- 중장기 에너지 대책
- 인플레이션 억제와 경제확장 지속, 수요경영정책 실시
- 개발도상국에의 식량, 인적자원, 에너지 원조
- 보호무역 억제와 GATT 기능 증대
- 국제통화기금 기능강화 및 통화안정 협력

소식통들은 석유수출국기구간 각료회의에서 석유가격을 재인상하기로 결정한 것에 대응하여 선진국 정상간의 단결력이 발휘되었다고 분석했다. 다만 석유수입 억제 기한과 기준연도, 규제 참여방법에 대하여 이견이 많아 결국 자국 이기주의를 보여준 결과였다는 비판도 나왔다.
이외에 각국 수뇌가 합의한 내용은 다음과 같다.
- 지나치게 비싼 현물시장 거래를 엄격히 규제
- 대체에너지 개발 촉진
- 석유소비국과 산유국간의 대화 확대
- 개발도상국의 석유증산을 지원
- 차기 회의 장소 및 일정 합의
- 베트남 난민문제 해결을 위한 국제회의 소집을 UN에 요구

## 사진첩

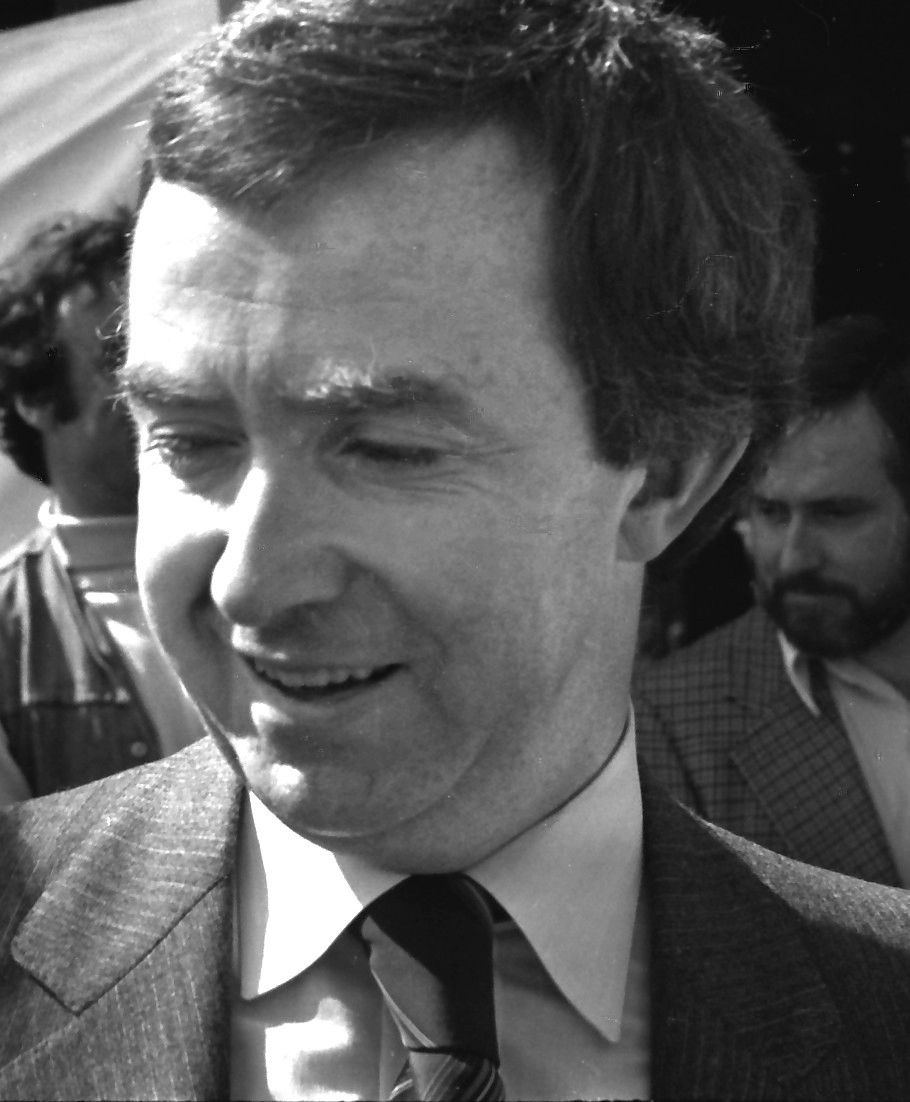
캐나다 조 클라크, 총리
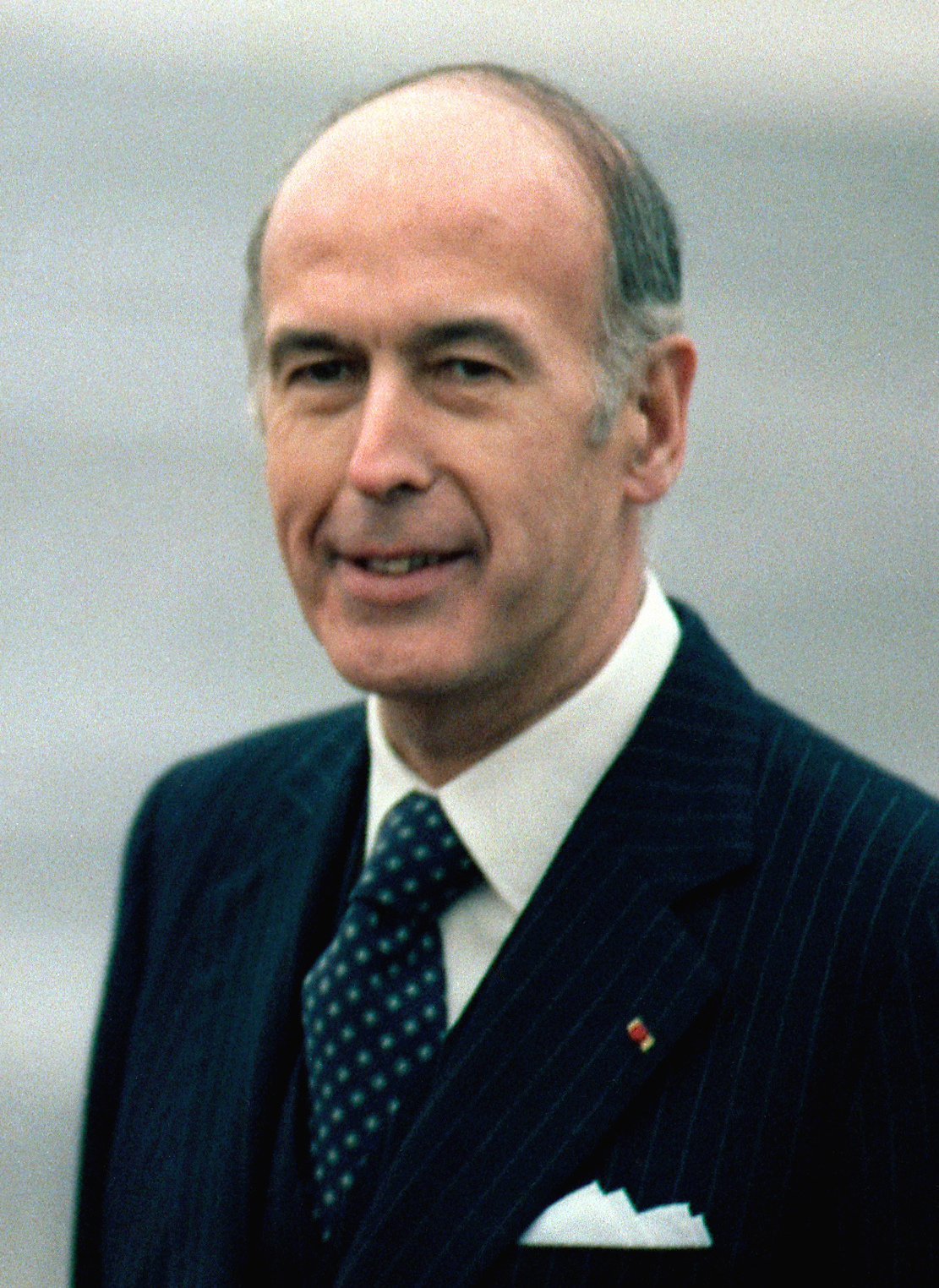
프랑스 발레리 지스카르 데스탱, 대통령
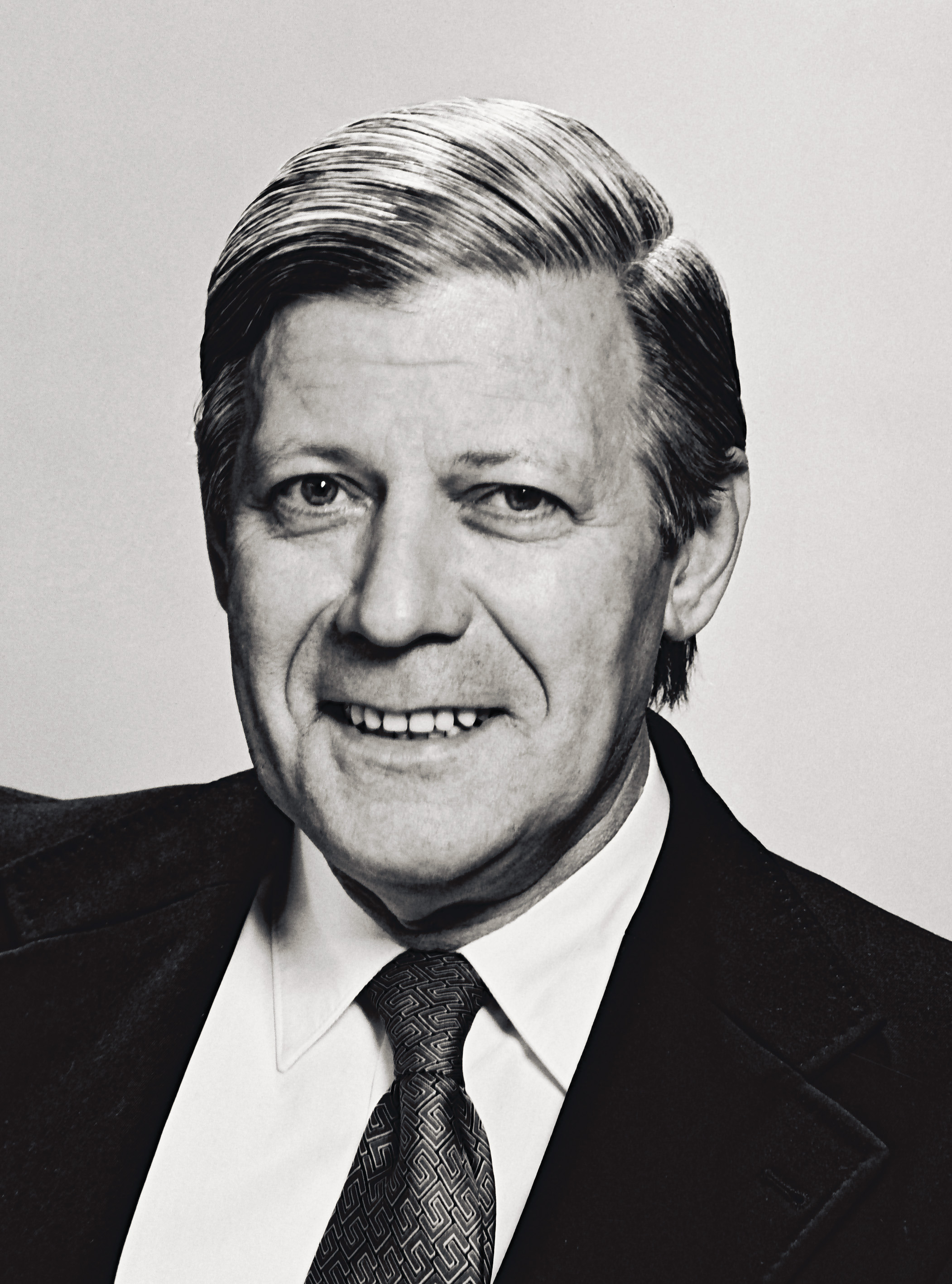
서독 헬무트 슈미트, 총리
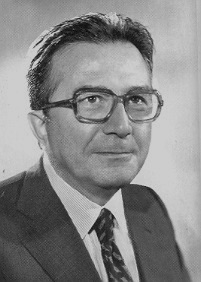
이탈리아 줄리오 안드레오티, 총리
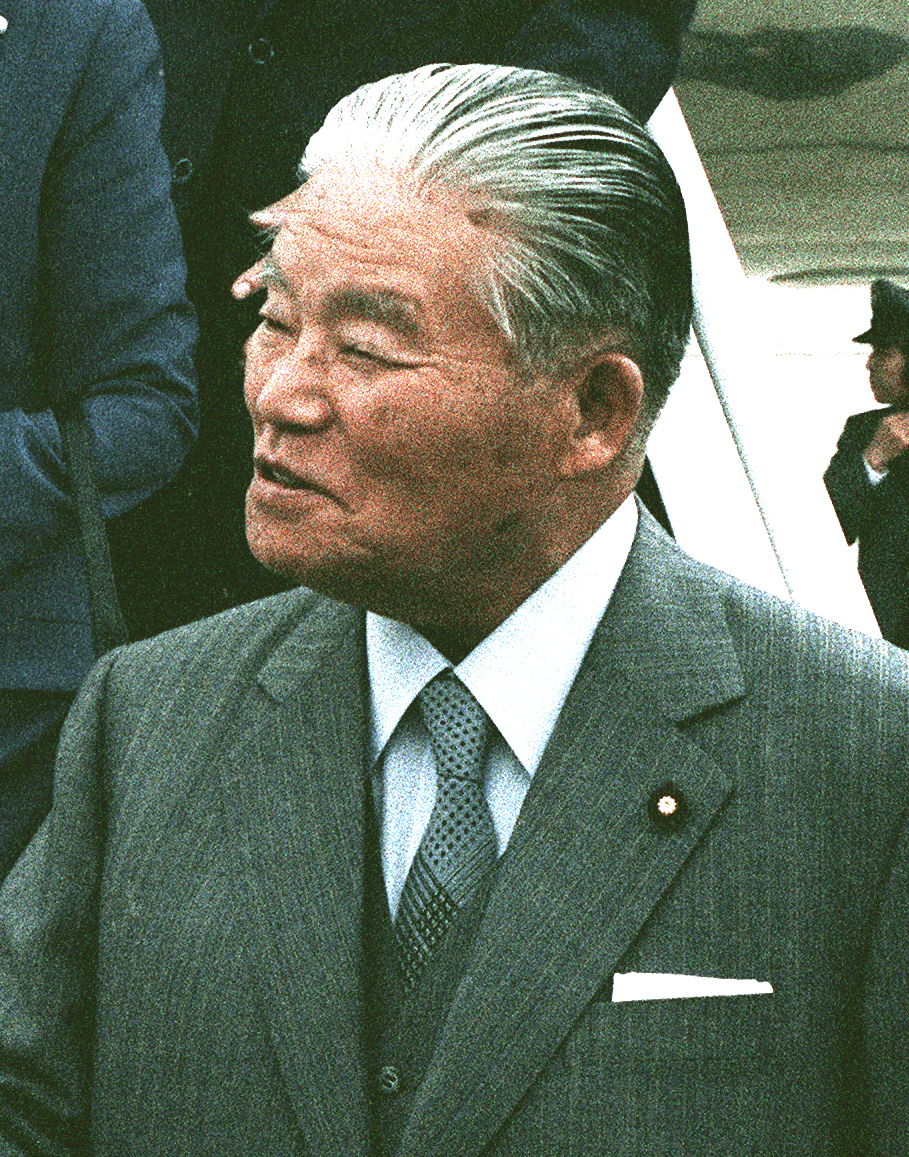
일본 오히라 마사요시, 내각총리대신
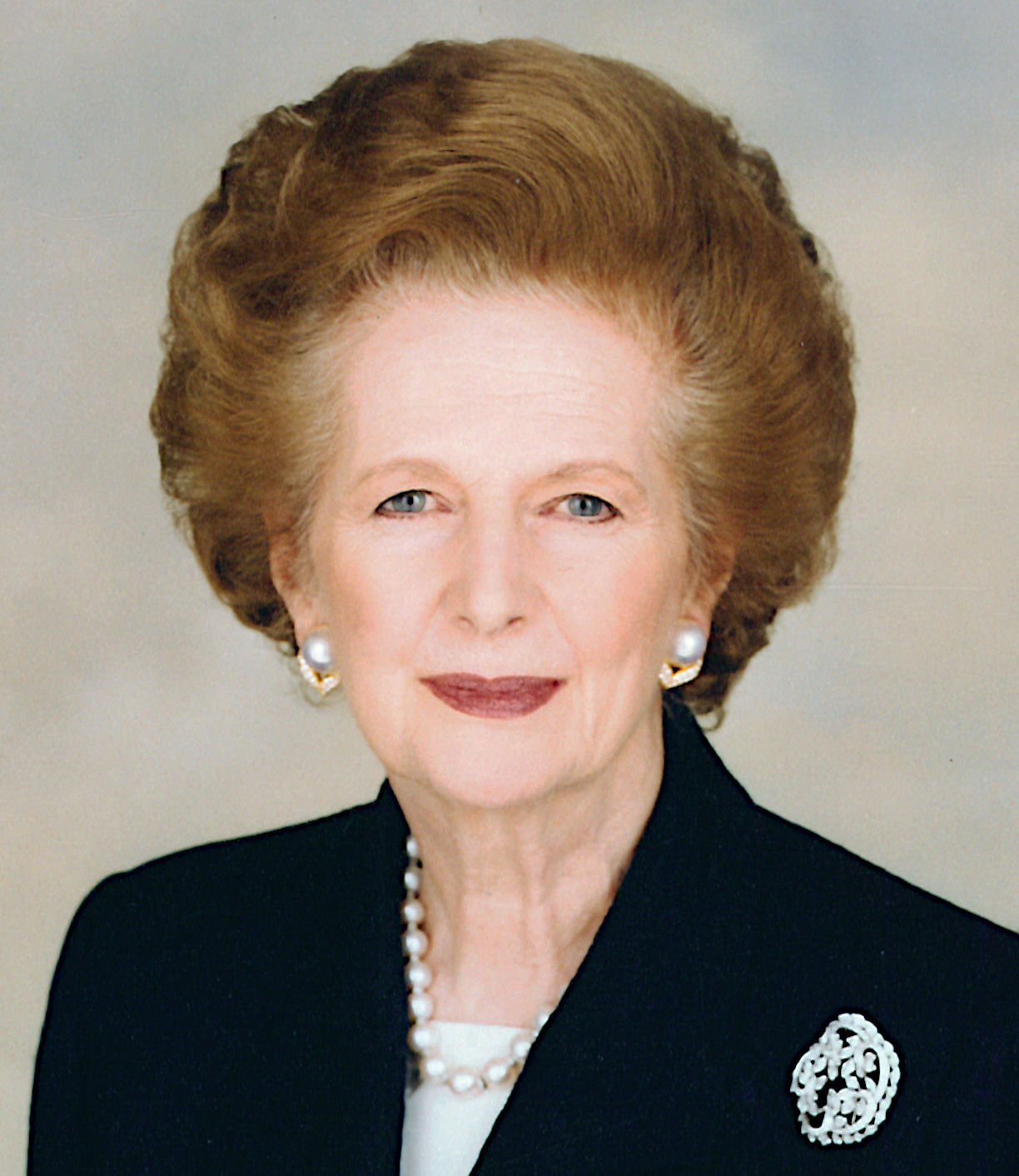
영국 마거릿 대처, 총리
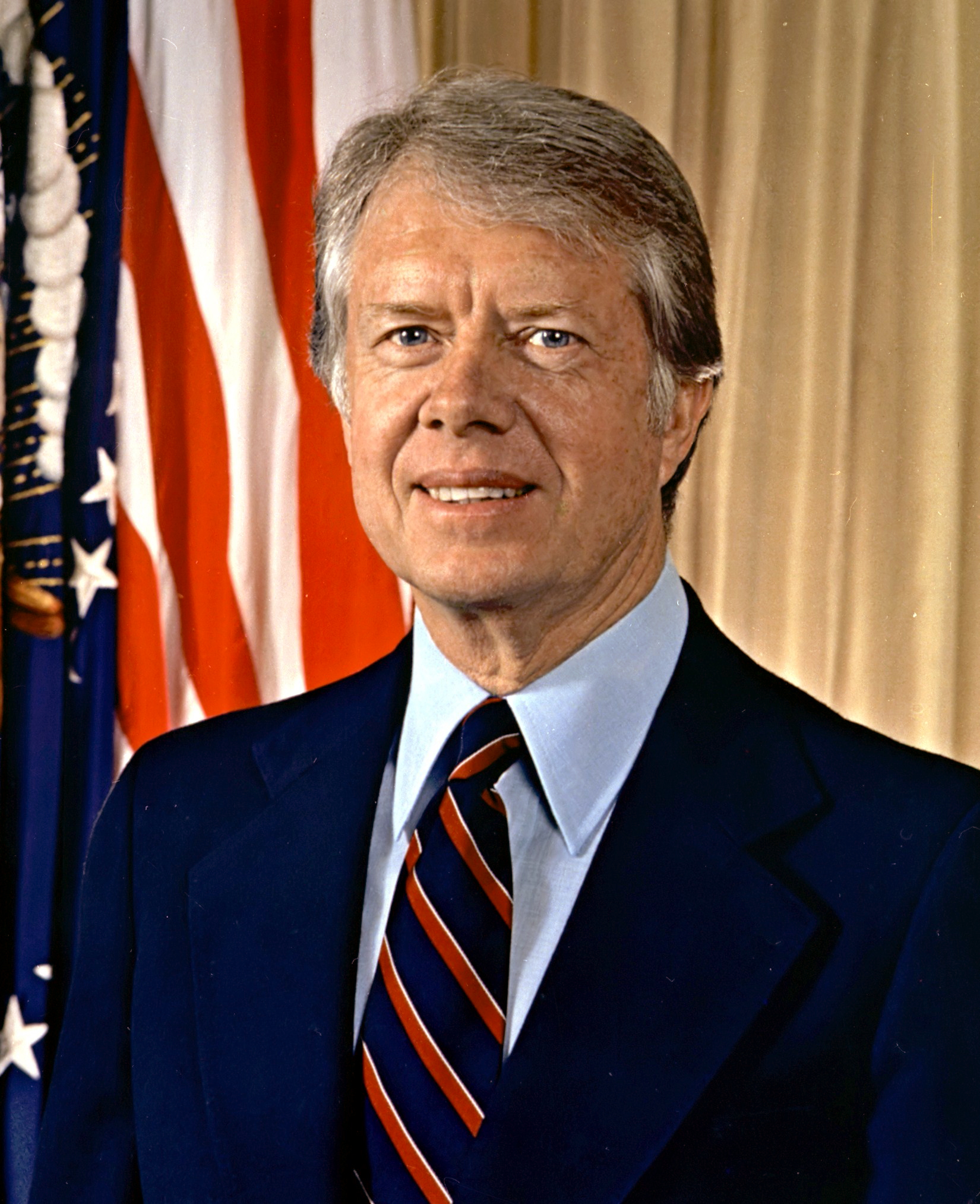
미국 지미 카터, 대통령
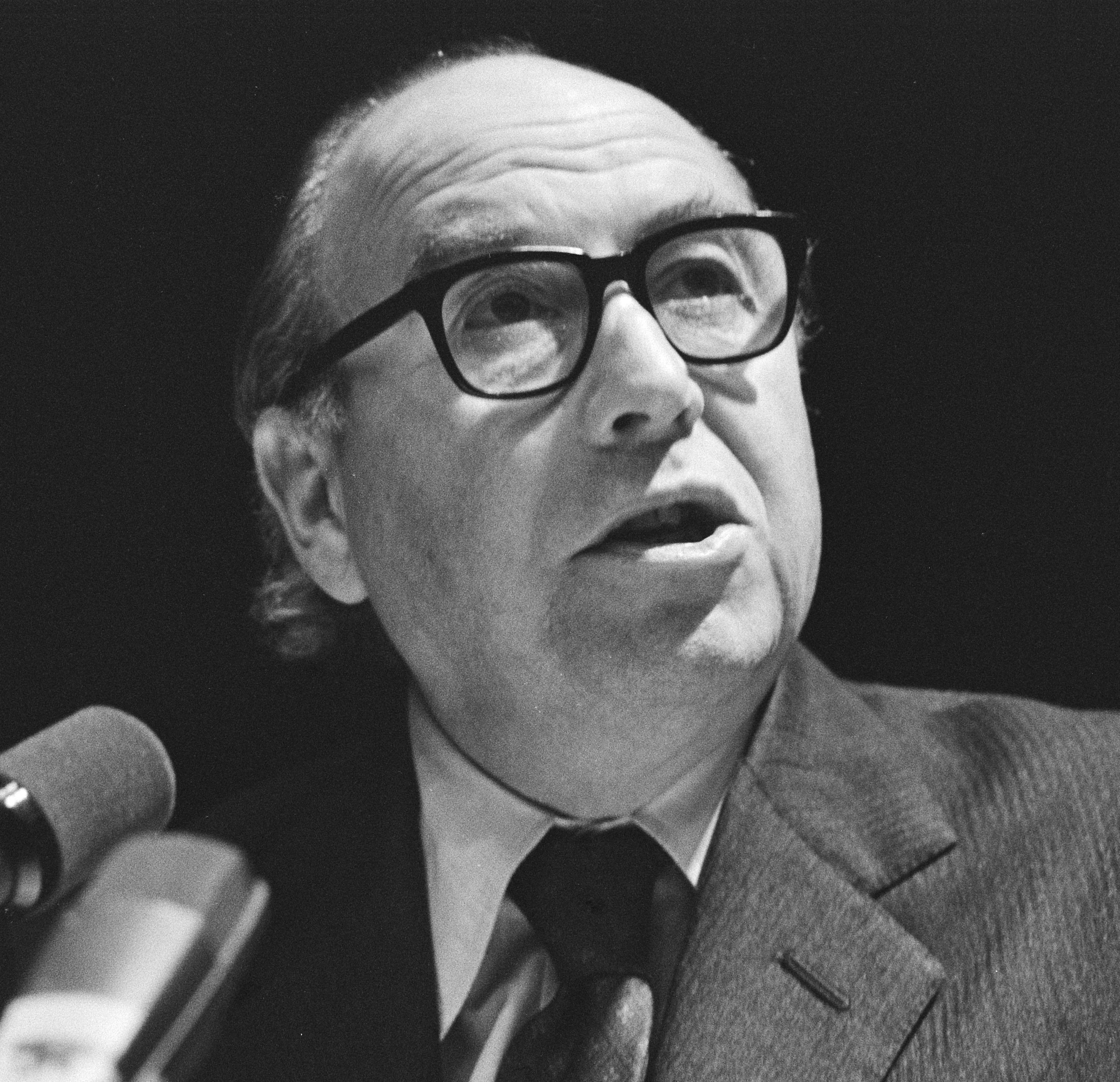
유럽 연합 로이 젱킨스, 의장

## 같이 보기
- G8

## 참고 문헌
- Bayne, Nicholas and Robert D. Putnam. (2000). Hanging in There: The G7 and G8 Summit in Maturity and Renewal. Aldershot, Hampshire, England: Ashgate Publishing. ISBN 978-0-7546-1185-1; OCLC 43186692
- Reinalda, Bob and Bertjan Verbeek. (1998). Autonomous Policy Making by International Organizations. London: Routledge. ISBN 978-0-415-16486-3; ISBN 978-0-203-45085-7; OCLC 39013643